# Sebastiano Siviglia
Sebastiano Siviglia, italijanski nogometaš, * 29. marec 1973, Palizzi, Italija.
Siviglia je nekdanji nogometni branilec. Visok je 176 cm, tehta pa 70 kg. V svoji karieri je nastopal tudi za Parmo, Nocerino, Verono, Atalanto, Romo Lecce in Lazio.